# すれ違いのダイアリーズ
すれ違いのダイアリーズ (タイ語: คิดถึงวิทยา; RTGS: Khit Thueng Witthaya 英題: Teacher's Diary)は、2014年のタイ映画である。ドラマ映画。ニティワット・タラトーン監督。 第87回アカデミー賞に最優秀外国語映画賞候補作としてタイ映画から選ばれたが、ノミネートには至らなかった。

## あらすじ
タイ、チェンマイにある、バーンゲン・ウィッタヤー小学校にやってきたソーン。彼はレスリングが得意で体育教師を志望していたが、体育教師の枠はいっぱいだった。「何でもやる」との懇願を聞いて、校長は山奥のダム湖のさらに奥にある、バーンゲン・ウィッタヤー湖上分校の教師として臨時採用する。同じ小学校の教師だったエーン。右腕に星形の入れ墨をしたことを咎められ、その入れ墨を消すことを拒否した彼女は同じ湖上分校に左遷される。夜行バスに乗り、船に乗りかえて湖上分校にやってきたソーンは、誰もいない教室の黒板に、仏暦2555年(西暦2012年)と書いて、授業の真似事をする。同僚の教師ジージーと共にピックアップトラックに乗せられ、船に乗り換えて湖上分校にやってきたエーンは、ジージーと記念の"2ショット写真"を撮り、仏暦2554年(西暦2011年)の日記を書き始める。
エーンがやってきた湖上分校は、電気は蓄電池、水道はなくタンクに貯めた水を飲み、携帯電話の電波は年に何日もない"天気のいい日"にやっとつながるくらいの僻地だった。その上タンクの蛇口にはトカゲやカエルが詰まることもしばしば。シャワーもなく、湖で水浴びするとエーンの肩には謎の発疹ができた。誰もいない学校で暇を持て余すソーン。まともにボートを運転することも出来ず怪我をしてしまう。黒板の上に忘れられた前任者の日記を見つけ、なんとか生活を始めていく。通りかかった船に乗せてもらい、近所の家に"学校が再開した"ことを伝え、4人の子供を預かって学校に帰ってくる。
エーンとジージーは7人の子供を教えることになった。低学年はジージーが、高学年はエーンが教えることになる。エーンはアルファベットのAをかたどって自己紹介をし、皆にもわかりやすく自己紹介をすることを求める。それを覚えた生徒たちは、ソーンにも同じ形で自己紹介をする。ソーンは数字の"2"をモチーフにして自己紹介をし、授業を始めるがうまくいかない。ボートで湖に出てケータイで助けを求めようにも電波はつかめず、分校に戻ってきた時には子供たちは勉強をあきらめて水遊びしていた。ソーンは逆上し、子供たちを棒で折檻してしまう。
週末、子供たちは家に帰っていった。ソーンもエーンも病院に向かい、ソーンは骨折、エーンはアレルギーの診断を受ける。エーンの恋人で教師でもあるヌイは心配し、入れ墨を消して分校から戻ってくるよう諭す。"10年でもいる"とエーンは強がり、2人は喧嘩別れする。いっぽう、家に戻ってきたソーンは恋人ナムが見知らぬ男とバイクに2人乗りしているのを目撃する。浮気をとがめるソーンはナムに"毎日会えないし、将来のことを考えているように見えない"となじられ、自分のバイクを持って分校に戻ってくる。分校に戻ってきたエーンは"13年の付き合いが1週間でダメ"になったことで日記にこの分校のことを"失恋学校"だと書き、日記を読んだソーンは自分のバイクを湖に沈める。
ソーンは残された日記を心の安らぎにしていた。トイレで日記を読んでいたソーンは、そのトイレに死体が流れ着いてきたことを知る。なんとか自力で死体を運び出したエーンだが、ジージーはすっかり怯え、分校から去ってしまった。エーンは自分も去ればこの学校は閉校になってしまうと、残ることを決意する。その週末、ヌイが湖畔にエーンを迎えに来て遠距離恋愛を継続する決意を告げ、エーンも気持ちを新たにした。
ソーンは日記を読み、エーンのうまい教え方を真似て教え始めるが、なかなかうまくいかない。しかし、闖入してきた毒蛇をなんとか駆除したことをきっかけに、子供たちの信用を徐々に得ていった。日記の書き主であるエーンが気になるソーンは、他にもエーンが残したものがないか探すが、見つかったのはジージーの顔とソーンの入れ墨だけが写っている"2ショット写真"だけだった。さらに、突然の嵐に、学校は半壊、日記も湖に落ちて半分バラバラになってしまう。壊れた学校と日記を直すソーンは、日記の文章を見て、エーンへの思いをさらに深める。
エーンの受け持つ上級生の中に、チョンという子がいた。数学が苦手なチョンをエーンは諭すが、チョンは前期末試験を家の仕事を手伝うため欠席した。漁師になるために数学は要らないというチョンを説得できず、また他の生徒にも向学心がないことに気が付きエーンは絶望する。ソーンは日記を読み、チョンの元に向かった。ソーンはチョンと家族に「学校の勉強は他人に騙されないために必要だ」と説き、さらに週末にはチョンのする仕事を肩代わりして学校に来させた。しかし、前期末試験は、全員の成績はさんざんで、校長にソーンはクビの予告をされる。
ソーンは校長に、エーンのその後の行き先を尋ねた。エーンは、ヌイのプロポーズで婚約し、ヌイと同じ、街のとある学校に転勤していた。エーンがいなくなった分校の後任がソーンだったのだ。入れ墨を消し、街の学校で教えるエーンだが、実験をして教えるやり方が危険だとクレームを受けるなど、エーンのやり方はうまくいかない。そのうえ、ヌイが浮気をした相手が妊娠していたことが明らかになり、2人は完全に破局し、西暦2013年3月、エーンは再びバーンゲン・ウィッタヤー小学校に戻ってくる。
また分校で教えたい、というエーンを校長は歓迎し、また子供たちも湖上分校で歓迎する。その子供たちの中にチョンが入っていることにエーンは驚く。自分が残した日記にあった自分のものでない書き込みを読むことで、エーンは何が起こったのか知っていく。ソーンは日記を読み、分校で暮らしたことで気持ちを新たにしていた。そして日記の書き主エーンを、顔も知らぬまま、同士として、好きな人として想っていた。しかし、教え方の悪さからチョンを卒業させることが出来ず、教育について学び直すため学校に再入学することを決心し、分校を去っていた。
日記に書かれたお礼を読んだエーンは、校長にソーンのことを聞くが、本人の履歴書以外何も残っていない。履歴書に書いてある電話番号にはつながらず、書いてある住所にもすでに本人は住んでいなかった。会ったことのないソーンに想いを寄せ始めたエーン。そのころソーンから「年度末休みになったらみんなのところに遊びに行く」という分校あての手紙が届いた。生徒全員の進級、さらにチョンの卒業も決まりソーンの来訪を楽しみにするエーンだが、年度末に分校に来たのはヌイだった。エーンは読んでいなかったが、別れてからの1年、ヌイは毎週お詫びの手紙を書いて送っていた。エーンは取っておいた手紙を読みなおし、ヌイの真摯な反省の気持ちを知り、ソーンを待たず共に帰省することにする。
ソーンへのお礼の言葉を書いた日記を分校に置いてきたエーンだったが、ヌイはそれを忘れ物と思い持ち帰っていた。踏切で列車の通過を待つ中、車内で日記を読み返すエーン。列車のことを知らない子供たちにソーンが実地で列車のことを教えようとしたエピソードについてヌイに考えを尋ね、自分との教育方針の違いを話し、エーンはヌイに別れを告げる。戻ってきた分校は日が暮れてすっかり暗くなっていた。諦めて湖畔に戻ろうとした時、壊れていた学校の発電機が動き出し、電灯が灯る。壊れた発電機を直したのはソーンだった。エーンはソーンに日記を渡し、2人はお互いに出会いの挨拶をする。

## キャスト
- チャーマーン・ブンヤサック : エーン
- スクリット・ウィセーケーオ : ソーン
- スコラワット・カナロット : ヌイ
- Chutima Teepanat : ナム
- Witawat Singlampong : ナムの新しい恋人

## ロケ地
この映画は実在の水上学校をモデルにしている(後述)が、撮影は実在の学校ではなくバンコクにより近いペッチャブリー県、ケーンクラチャン国立公園で行われた。その他のいくつかのシーンはチェンマイで撮影されている。例えば、エーンが水上学校を離れチェンマイに戻った際に勤務したモンファー学校はチェンマイにあるモンフォート大学の小学部(初等部)敷地で撮影されている。

## 音楽
タイ国歌
エーンが赴任した分校で、7人の子供たちがタイ国旗を掲揚しながら歌う
Too Much So Much Very Much
ヌイがエーンにプロポーズする際、生徒に演奏させる。原曲はバード・トンチャイによるもの。
違わないよ
25 Hoursによる主題歌 。(タイ語: ไม่ต่างกัน; RTGS: Mai Tang Kan)

## タイ語表現の日本語版での扱い
舞台がタイの学校であり、主要なアイテムに日記があることから、劇中ではタイ語、タイ文字をベースにしたエピソードが頻繁に登場する。ソーンが自己紹介で"2"をモチーフにしたのもその1つだが、駄洒落のような言葉遊びや日本では馴染みのない固有名詞、習慣など、日本語に訳しづらいものも多い。
黒板の仏暦による日付
授業の際、黒板の最上部に1行で書かれているタイ文字はその日の日付である。左から順に、曜日、日、月、仏暦で書かれた年である。仏暦の年については、1年目のエーンは2554年、ソーンは2555年と書いており西暦では2011年と2012年にあたる。曜日と月にはタイ語固有の名称があり、日と年は数字で表されるものだが、劇中の黒板にはタイ文字の数字で書かれている。日本語版では冒頭部、ソーンが書いた日付の年の部分のみ西暦で表現された。
ジー(タイ語: จี้)
ジージー(タイ語: จีจี้)先生が自己紹介をする時にモチーフにしたもの。"くすぐる"という意味である。日本語版では"ジーッとしていて"と表現された。
ムック(タイ語: หมึก)
1年生の生徒の名前だが、プラームックには動物の"イカ"という意味がある。ムックは自己紹介の時、両手をクネクネさせてなにかのモチーフを表現している。
コーカイ(タイ語: ก ไก่)
タイ文字の子音アルファベットを順に並べたものである。似たような読みをしながら表記の違う文字が複数存在するため、使われる単語を1つ代表して組みにして覚える。例えばンゴーという文字は、劇中の唱え方の場合、冒頭から7文字目に位置しており、"蛇のンゴー"として覚える。日本語版では"AはApple"等々、英語のアルファベットで表現された。
熟語(タイ語: กลุ่มคำ)
タイ語にも複数の言葉を結合して1つの意味として扱うものが存在する。劇中ではナムジャイ(タイ語: น้ำใจ、"心の水"転じて"思いやり")などが提示された。日本語版では四字熟語の前半後半として表現された。
鶏のバジル、豚ひき肉オムレツ
それぞれガパオガイ(タイ語: กะเพาไก่)、カイジャオムーサップ(タイ語: ไข่เจียวหมูสับ)と表現されている。日本語版では前者は省略、後者は"オムレツ"と省略表現された。
スクワットジャンプとスコッチブライト
前者はスコットジャム(タイ語: สก๊อตจั้ม)と表現された。トレーニング手法の1つであるが劇中では体罰として用いられている。後者はスコットバイ(タイ語: สก๊อตไบท์)と表現された。タイでも一般的な洗浄用スポンジの商標である。つまりタイ語の場合、両者は前半部分、読みもタイ文字表記も同じになる。日本語版では前者は"スクワットジャンプ"と表現されたが、後者については省略された。
失恋学校(タイ語: ถูกทิ้งวิทยา)
略称のトー・トー・ウォー(タイ語: ถ.ท.ว. )は、受動態を示すトゥク、"別離"を意味するティン、"学問"転じて"学校"を意味するウィッタヤー各語の子音の頭文字を取ったものである。日本語版ではこの略称は英語の"School of Brokenheart"の略"S.O.B."と表現された。
ビン・バンルーリット(タイ語: บิณฑ์ บรรลือฤทธิ์)
タイの映画およびテレビに多数の出演歴のある俳優であり、ホラー作品への出演も多い。日本語版では省略され"無我夢中"と表現された。
モンファー(タイ語: ม่อนฟ้า)
チェンマイ市内にあるという架空の学校の名である。劇中では水上学校からエーンが転勤した先の学校として校長から提示され、ソーンはその情報をもとにエーンを探しにその学校に向かう。日本語版では校名は省略され、"チェンマイ"とだけ提示された。
年度末休み(タイ語: ปิดเทอม)
年(タイ語: ปี)で始まる言葉が、時期を示す言葉として後置修飾で新年(タイ語: ปีใหม่)、翌年(タイ語: ปีหน้า)と表現されたが、一見して分かる通り、この言葉と同じ子音を語頭に用いる。さらに、短母音か長母音かの差を除けば、どちらも"ピ"で始まる。日本語版では時期については"新年"、"新学期"のように"しん"の付く言葉として、年度末休みについては"やすみ"、"春休み"として表現された。

## 実話との関係
主な舞台となる水上学校は、ラムプーン県にあるメー・ピン国立公園内に実在する。チェンマイからは国道106号線を南下、国道1087号線へ右折し曲がりくねった舗装道路を25km進み、さらに9km進んでケーン・コー桟橋まで行き、そこから船で1時間行くことによりたどり着けるという。
ニティワット監督は、映画にあったエピソードのうち、
- 目の前の湖に死体が浮かんできた
- 学校に蛇が出た
- 嵐が来て大変なことになった
- 生徒が「将来は漁師になりたい」と言うのを聞いて落胆した

ことについては、モデルとなった水上学校の先生が実際に遭遇した話だと語っている。
また、物語の重要なアイテムとなる、"前任者の残した日記"については、プロデューサーの友人が結婚した時の同様のエピソードがもとになっている。

## 日本での公開
- 2014年 第27回東京国際映画祭で、"先生の日記"という邦題で上映された。
- 2015年 第8回したまちコメディ映画祭in台東で、"すれ違いのダイアリーズ"という邦題で上映された。
- 2016年5月8日 "『すれ違いのダイアリーズ』バリアフリー音声ガイド完成披露試写会"と題して岩手県陸前高田市で上映された。解説音声バージョンでの上映。[13]
- 2016年5月14日より、全国順次公開[14]。タイ語音声+日本語字幕で上映され、UDCastによる解説音声、日本語吹き替えも利用可能だった。[13]
- 2016年12月2日より、DVD版発売。タイ語音声+日本語字幕。[15] 特に明記して保証されているわけではないが、仕様上[16]、UDCastによる解説音声、日本語吹き替えも使用可能である。

## 参照
- en:List of submissions to the 87th Academy Awards for Best Foreign Language Film
- en:List of Thai submissions for the Academy Award for Best Foreign Language Film